# Sphoeroides maculatus
Sphoeroides maculatus és una espècie de peix de la família dels tetraodòntids i de l'ordre dels tetraodontiformes.

## Morfologia
- Els mascles poden assolir 36 cm de longitud total.[2]

## Alimentació
Menja marisc i, ocasionalment també, peixos.

## Depredadors
Als Estats Units és depredat per Morone saxatilis, Pomatomus saltatrix, Rhizoprionodon terraenovae i Carcharhinus plumbeus.

## Hàbitat
És un peix marí, de clima temperat i demersal que viu entre 10-183 m de fondària.

## Distribució geogràfica
Es troba a l'Atlàntic occidental: des de Terranova (Canadà) fins al nord-est de Florida (Estats Units).

## Observacions
És inofensiu per als humans.